# Guerra di confine (1910-1919)
Con guerra di confine (in inglese Border War) ci si riferisce agli scontri militari che ebbero luogo nella regione di confine tra il Messico e gli Stati Uniti d'America durante la rivoluzione messicana tra il 1910 e il 1919.

## Sinossi storica
All'inizio della rivoluzione messicana l'Esercito degli Stati Uniti fu posto a presidiare la frontiera per combattere le incursioni di ribelli e federali messicani che compivano saccheggi in territorio statunitense. Si trattava soprattutto di operazioni di pattuglia, tuttavia la situazione cambiò in peggio quando nel 1916 il generale ribelle del settentrione Pancho Villa e le sue truppe compirono un attacco contro la città di Columbus in Nuovo Messico, cioè in pieno territorio statunitense. In risposta il presidente Thomas Woodrow Wilson inviò un contingente di truppe sotto il generale John Pershing a catturare Villa, ma dopo alcuni mesi l'operazione fallì e il grosso dei reparti statunitensi fu richiamato in patria nel 1917 per essere inviato poi in Europa per combattere nella prima guerra mondiale. Il conflitto alla frontiera continuò comunque e gli Stati Uniti lanciarono una serie di piccole operazioni in territorio messicano fino alla vittoria di Ambos Nogales nel 1918 a cui parteciparono anche truppe tedesche, alleate dei messicani. Entro il 1919 tutte le truppe statunitensi furono ritirate.
Il conflitto iniziato dagli statunitensi non era solo diretto a sconfiggere le forze di Pancho Villa (i Villisti), ma anche quelle Maderiste, Carranziste, Costituzionaliste, ostili o affiliate al governo messicano a seconda di chi si alternava al potere durante la Rivoluzione.

## Cronologia

### 1910
- Scoppia l'attività rivoluzionaria in Messico
- L'esercito degli Stati Uniti viene schierato in diverse città di confine per proteggere le vite e le proprietà statunitensi e assicurare che gli scontri tra ribelli e forze federali rimangano sul lato messicano del confine.
- 5 ottobre: Francisco Madero emette il Piano di San Luis Potosí, un proclama che invita i cittadini messicani a insorgere contro il governo federale di Porfirio Díaz a San Antonio in Texas.
- 20 novembre: Madero pianifica di attaccare la città di confine di Ciudad Porfirio Díaz, oltre il confine di Eagle Pass in Texas. A causa della mancanza di rinforzi però Madero cancella l'operazione e parte per New Orleans in Louisiana per preparare un altro piano.

### 1911
- Porfirio Díaz fa pressioni sul governo degli Stati Uniti affinché emetta un ordine di arresto per Madero, ma quest'ultimo fugge di nuovo attraverso il confine in Messico il 14 febbraio.
- I Magonisti iniziano le campagne nel nord della Bassa California in febbraio. Catturano Mexicali il 29 gennaio e Tijuana il 9 maggio, tuttavia il governo messicano riconquista Tijuana a giugno e i ribelli si arrendono all'esercito degli Stati Uniti a San Ysidro in California.
- Marzo: Battaglia di Casas Grandes nel Chihuahua. I ribelli di Madero vengono sconfitti ma i federali si ritirano.
- 16 marzo: Sabotatori ribelli a Ciudad Juárez bombardano le caserme e le abitazioni della guarnigione locale.
- Aprile: Prima battaglia di Agua Prieta nel Sonora tra Maderisti e forze fedeli a Díaz. Le truppe americane intervengono in risposta ad un attacco a Douglas, Arizona.
- 7 aprile-10 maggio: Prima battaglia di Ciudad Juárez tra truppe maderiste comandate da Pancho Villa e Pascual Orozco contro truppe federali. Partecipano anche truppe statunitensi di El Paso.
- Porfirio Díaz viene esiliato. Francisco Madero diventa presidente del Messico e chiede la cessazione delle ostilità ma invano.
- Scoppiano i combattimenti tra fazioni ribelli.

### 1912
- L'esercito degli Stati Uniti continua a presidiare le città di confine statunitensi.
- Il generale Pascual Orozco si ribella al presidente Madero e inizia una campagna nello stato del Chihuahua. Madero risponde inviando un esercito che sconfigge le truppe di Orozco in tre grandi battaglie.
Anche Pancho Villa si ribella poco dopo al governo Madero.
- Le forze federali di Madero stabiliscono Fort Tijuana lungo il confine internazionale con la California in risposta alla campagna magonista.

### 1913
- 23 marzo: Prima battaglia di Nogales nel Sonora. Il generale Álvaro Obregón attacca la città, presidiata dalle forze federali di Emilio Kosterlitzky e la espugna. Le forze federali si arrendono alla guarnigione statunitense di Nogales, Arizona.
- 8-13 aprile: Battaglia di Naco. L'esercito di Álvaro Obregón conquista la città nel Sonora.
- Le truppe statunitensi iniziano la costruzione di Fort Naco in Arizona per proteggersi dagli attacchi messicani.
- I generali John Pershing e Pancho Villa si incontrano a Fort Bliss in Texas. Si incontreranno di nuovo nel 1914 a Ojinaga nel Chihuahua.

### 1914
- 9 aprile: Affare di Tampico nel Tamaulipas. Un incidente tra i marinai della Marina degli Stati Uniti e le truppe messicane determina la rottura delle relazioni diplomatiche tra Messico e Stati Uniti.
- In risposta all'Affare di Tampico il presidente statunitense Thomas Woodrow Wilson chiede al Congresso di approvare un'invasione armata del Messico.
- Il Congresso approva l'invasione. La Marina degli Stati Uniti sotto l'ammiraglio Frank Fletcher invade e occupa Veracruz da aprile a novembre dell'anno.
- 17 ottobre: Assedio di Naco, la battaglia più lunga della rivoluzione messicana, durata 119 giorni. Le truppe di José María Maytorena attaccano quelle di Plutarco Elías Calles ma vengono sconfitte. Partecipano anche truppe statunitensi.
- Pancho Villa e Emiliano Zapata conquistano Città del Messico ma sono costretti ad abbandonarla subito dopo per l'arrivo dell'esercito di Obregón.

### 1915
- I Carranzisti redigono il Piano di San Diego, un'operazione per rovesciare i governi statali di Texas, Nuovo Messico, Arizona e California avviando una guerra razziale. Il piano viene scoperto dagli statunitensi e il leader carranzista viene arrestato ma si verificano comunque incursioni di ribelli nel Texas.
- Villa attacca la guarnigione costituzionalista di Obregón a Nogales, Sonora. Inizia un assedio che viene perso per mancanza di artiglieria e forniture. In questo scontro un soldato statunitense viene ucciso dalle truppe di Villa.
- 1º novembre: Seconda battaglia di Agua Prieta. Vittoria Carranzista sui Villisti di Villa.
- 15 novembre: Battaglia di Hermosillo: Disastrosa sconfitta per l'esercito villista.

### 1916

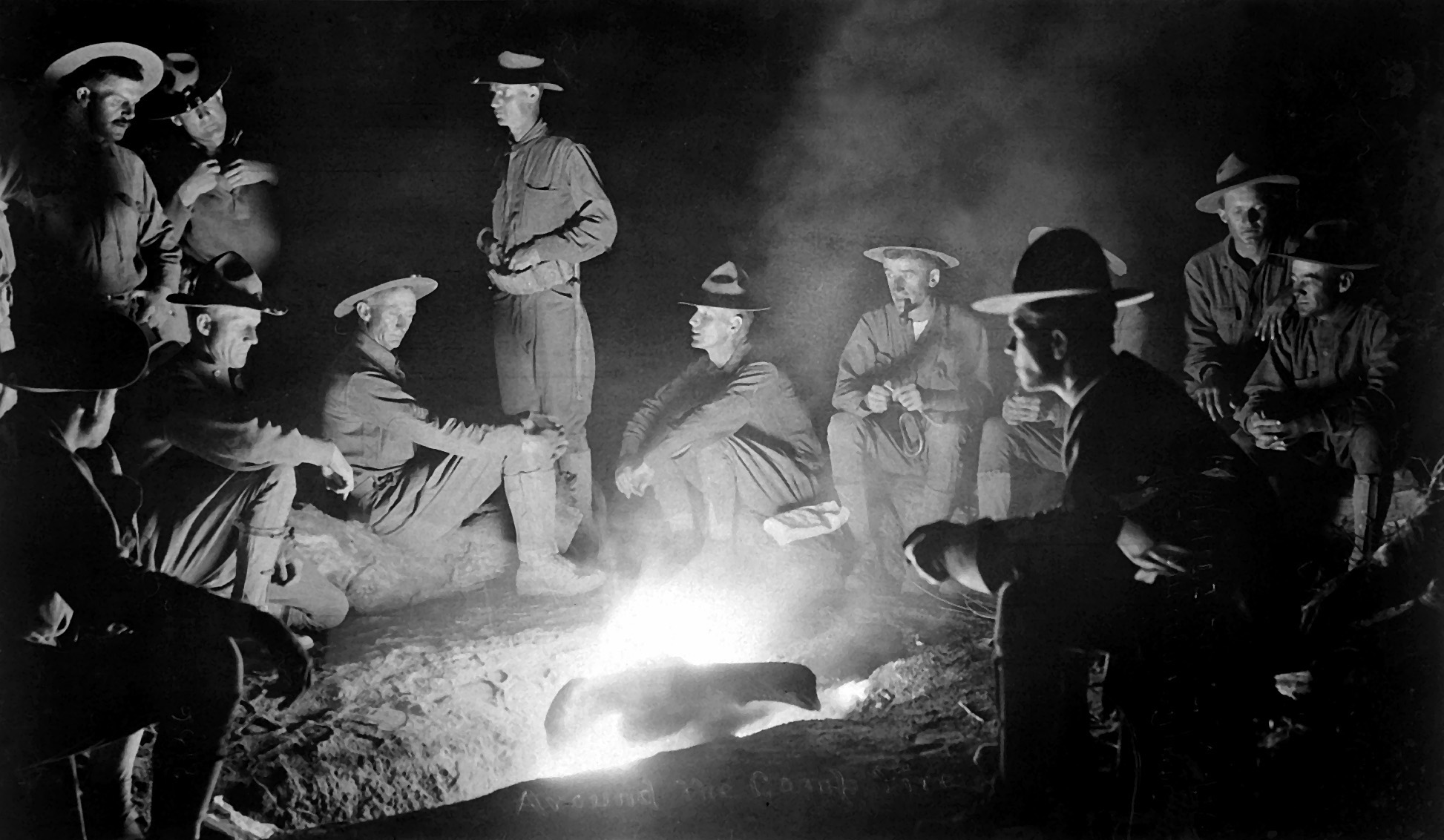
Soldati statunitensi riposano la notte del 27 maggio 1916

- Gennaio: Massacro di San Isabel da parte delle truppe villiste su civili statunitensi,  impiegati della compagnia ASARCO.
- 9 marzo: Battaglia di Columbus. Un distaccamento di villisti guidato da Villa attacca e distrugge la città statunitense di Columbus uccidendo molti civili e soldati. L'evento causa un'indignazione totale anti-messicana negli USA.
- 14 marzo: Inizia la Spedizione punitiva in Messico voluta e organizzata dal presidente Wilson e guidata da John Pershing per vendicarsi di Villa.
- 29 marzo: Battaglia di Guerrero: Decisiva vittoria statunitense sui Villisti messicani.
- 12 aprile: Battaglia di Parral. L'esercito degli Stati Uniti guidato da Frank Tompkins respinge gli attacchi Carranzisti.
- 5 maggio: I ribelli di Villa attaccano Glenn Springs e Boquillas in Texas per catturare rifornimenti. Nei combattimenti vengono incendiati alcuni edifici e uccisi alcuni soldati statunitensi.
- Il presidente Wilson ordina alla Guardia Nazionale di rafforzare le guarnigioni dell'esercito alla frontiera. Ad agosto circa 117 000 guardie erano di stanza lungo il confine in Texas, Nuovo Messico, Arizona e California.
- 14 maggio: Battaglia di San Miguelito. Il giovane tenente George Smith Patton, luogotenente di John Pershing, uccide con l'aiuto dell'autoblindo il generale villista Julio Cárdenas, amico e fedele alleato di Pancho Villa più altri due messicani.
- 15 giugno: Incursione messicana a San Ygnacio in Texas.
- 21 giugno: Battaglia di Carrizal. Le truppe federali messicane attaccano la cavalleria statunitense e vincono.
- 31 luglio: Scontro a una dogana.

### 1917

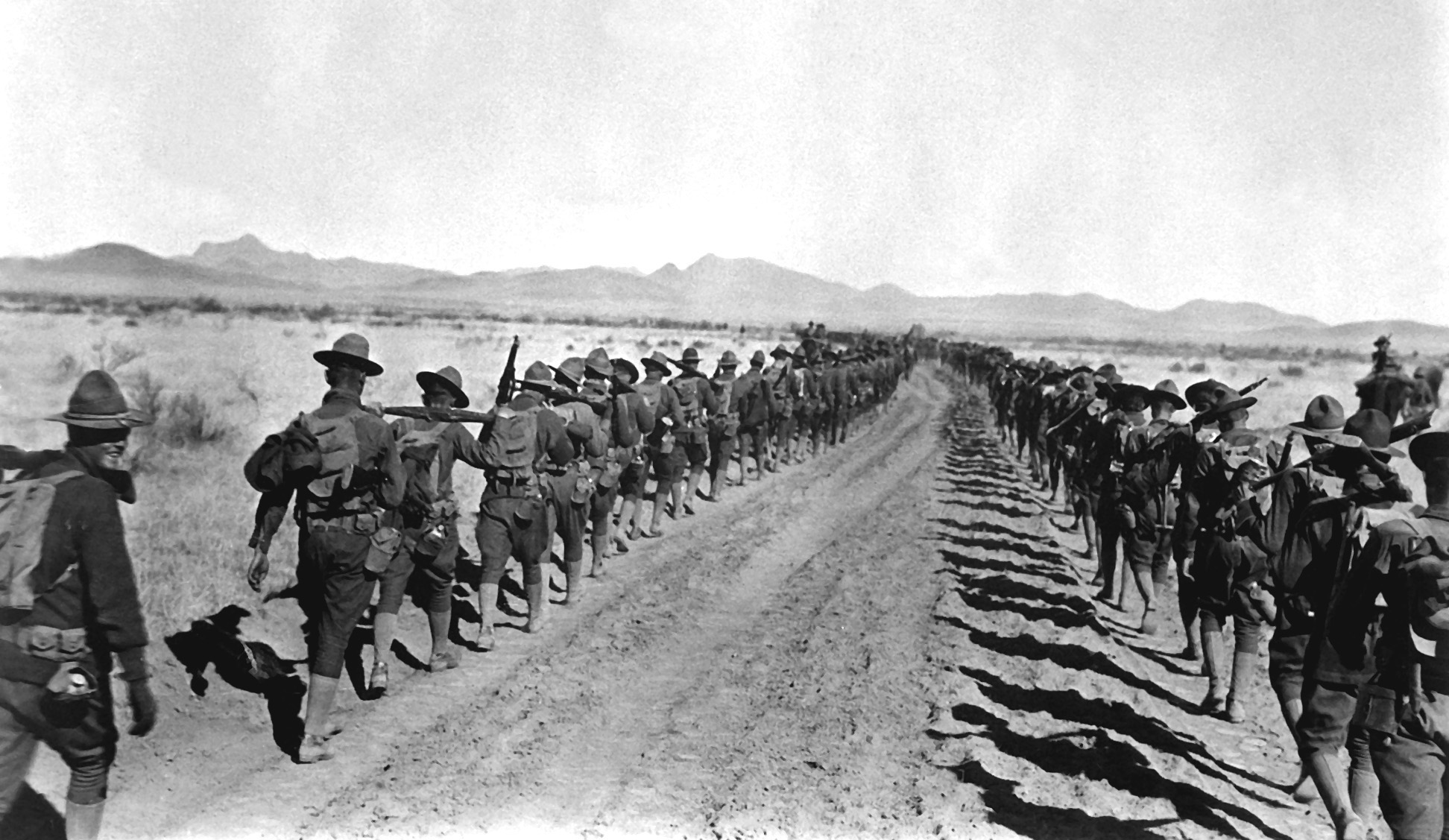
Le truppe americane tornano negli Stati Uniti nel gennaio 1917

- Gennaio: Viene intercettato il Telegramma Zimmermann con cui l'Impero tedesco chiede al Messico di entrare in guerra contro gli USA. Il Messico ignora la richiesta (anche perché ostacolato dalla guerra civile) ma negli Stati Uniti scoppiano proteste antitedesche.
- 7 febbraio: Wilson dichiara la fine della spedizione punitiva e fa ritirare le truppe dal Messico, riportando il grosso di esse lungo la linea del confine.
- 6 aprile: Gli Stati Uniti dichiarano guerra alla Germania nell'ambito della prima guerra mondiale. Con questo evento molte delle truppe statunitensi sulla frontiera vengono fatte partire per l'Europa mentre altre rimangono a difesa.

### 1918
- 9 gennaio: Rivoluzionari nativi americani Yaqui attaccano un campo statunitense ma vengono fermati.
- L'Intelligence dell'esercito degli Stati Uniti di stanza a Fort Huachuca in Arizona rileva una presenza militare tedesca nel Sonora. Pertanto vengono mandate squadre a ispezionare tutta l'area.
- 27 agosto: Battaglia di Ambos Nogales. Decisiva vittoria statunitense sui ribelli messicani aiutati dai tedeschi.
Con questa battaglia gli statunitensi ristabiliscono il controllo della frontiera e viene annientata l'influenza tedesca nel Sonora. 
Si tratta dell'ultimo grande impegno militare della Guerra di confine.

### 1919
- 15-16 giugno: Terza battaglia di Ciudad Juárez. Le truppe statunitensi e Carranziste si alleano per sconfiggere le truppe Villiste guidate da Pancho Villa e vincono. È la seconda più grande battaglia della rivoluzione messicana che abbia coinvolto gli Stati Uniti ed è considerata l'ultima battaglia della Guerra di confine.
- Entro la fine dell'anno tutte le truppe statunitensi sulla frontiera sono ritirate.